# (4285) Hulkower
(4285) Hulkower (1988 NH) – planetoida z pasa głównego asteroid okrążająca Słońce w ciągu 4,31 lat w średniej odległości 2,65 j.a. Odkryta 11 lipca 1988 roku.